# L'Étoffe des héros
Cet article concerne le film. Pour la série télévisée, voir L'Étoffe des héros (série télévisée).
Pour plus de détails, voir Fiche technique et Distribution.
L'Étoffe des héros (The Right Stuff) est un film américain réalisé par Philip Kaufman et sorti en 1983. Il s'agit d'une adaptation de l'ouvrage du même nom de l'écrivain et chroniqueur américain Tom Wolfe.
Le livre, comme le film, narre l'aventure des premiers astronautes américains pour la conquête de l'espace. Celle-ci débute avec le franchissement du mur du son, le 14 octobre 1947, par l'un des plus fameux pilotes d'essai. L'aura des pilotes d'essai s'éclipse peu à peu, au fur et à mesure que certains connaissent la gloire comme astronautes. Ces pionniers de l'espace sont perçus par l'opinion, sous l'influence de la presse, comme les chevaliers modernes du combat contre le communisme. Le récit s'achève le 16 mai 1963 par l'ultime vol orbital de Gordon Cooper, dernier du programme Mercury, après le dernier vol d'essai de Chuck Yeager, en NF-104 Starfighter.
À sa sortie, le film reçoit des critiques globalement positives, mais est un échec au box-office. Il récolte cependant huit nominations aux Oscars 1984 (dont celui du meilleur film), et en remporte la moitié (meilleur montage, meilleur montage de son, meilleure musique originale et meilleur mixage son).

## Synopsis
À l'automne 1947, la base Muroc Army Air Field, située dans les zones arides du désert des Mojaves en Californie, sert de base aérienne pour tester en secret des avions plus modernes et rapides. L'un des projets testés sur place est l'avion-fusée X-1, conçu pour voler au-delà des vitesses supersoniques. Alors que des pilotes d'essai ont trouvé la mort dans la tentative de dépasser la limite de vitesse désormais qualifiée de « mur du son », le pilote initialement pressenti par Bell pour le vol du X-1 tente de faire monter son prix, en considération des accidents récents. L'officier de liaison de la base suggère au constructeur de proposer au meilleur des pilotes d'essai militaire, Chuck Yeager (Sam Shepard), de piloter le X-1. Son sang-froid et sa virtuosité sont reconnus. Chuck Yeager est trop heureux d'accepter.
La veille du vol, lors d'une course poursuite à cheval avec son épouse Glennis (Barbara Hershey) dans les chemins de sable et de yuccas entourant la base, Chuck Yeager chute après s'être cogné contre une branche d'un des arbres de l'endroit. Il souffre de côtes cassées. Refusant de renoncer au vol d'essai, il décolle, compensant son handicap grâce à l'astuce de l'officier en vols d'essai Jack Ridley et à l'aide d'un manche à balai scié pour lui permettre de fermer son habitacle. Le 14 octobre 1947, mâchonnant « un p'tit chewing-gum » Yeager passe le premier, vivant, la vitesse du son : il « perce un trou dans le ciel » tandis que retentit le bruit caractéristique. Le X-1 piloté par ses soins vient de battre le « démon qui vit dans les airs ». L'information est gardée parfaitement secrète.

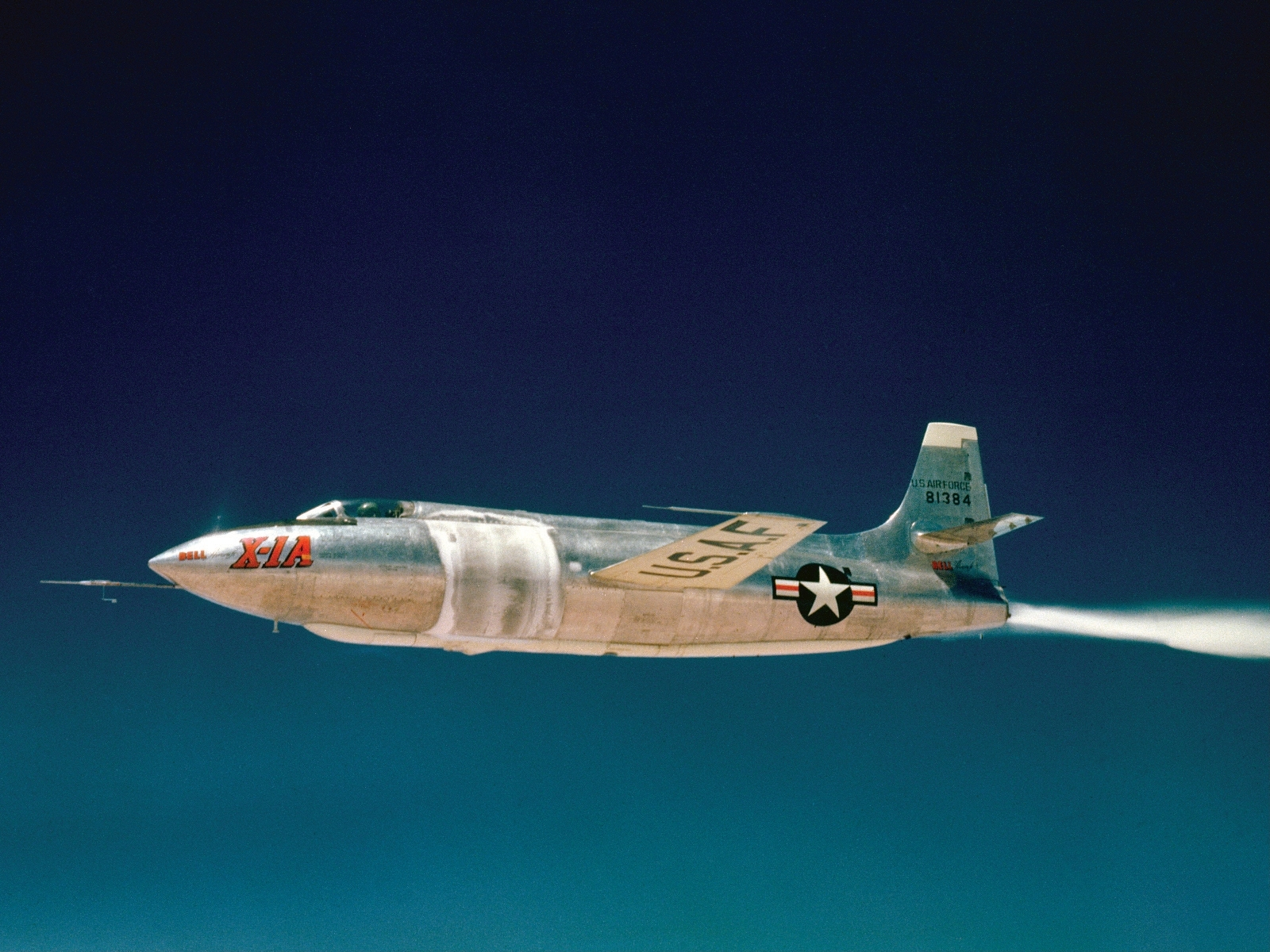
Le Bell X-1A en vol
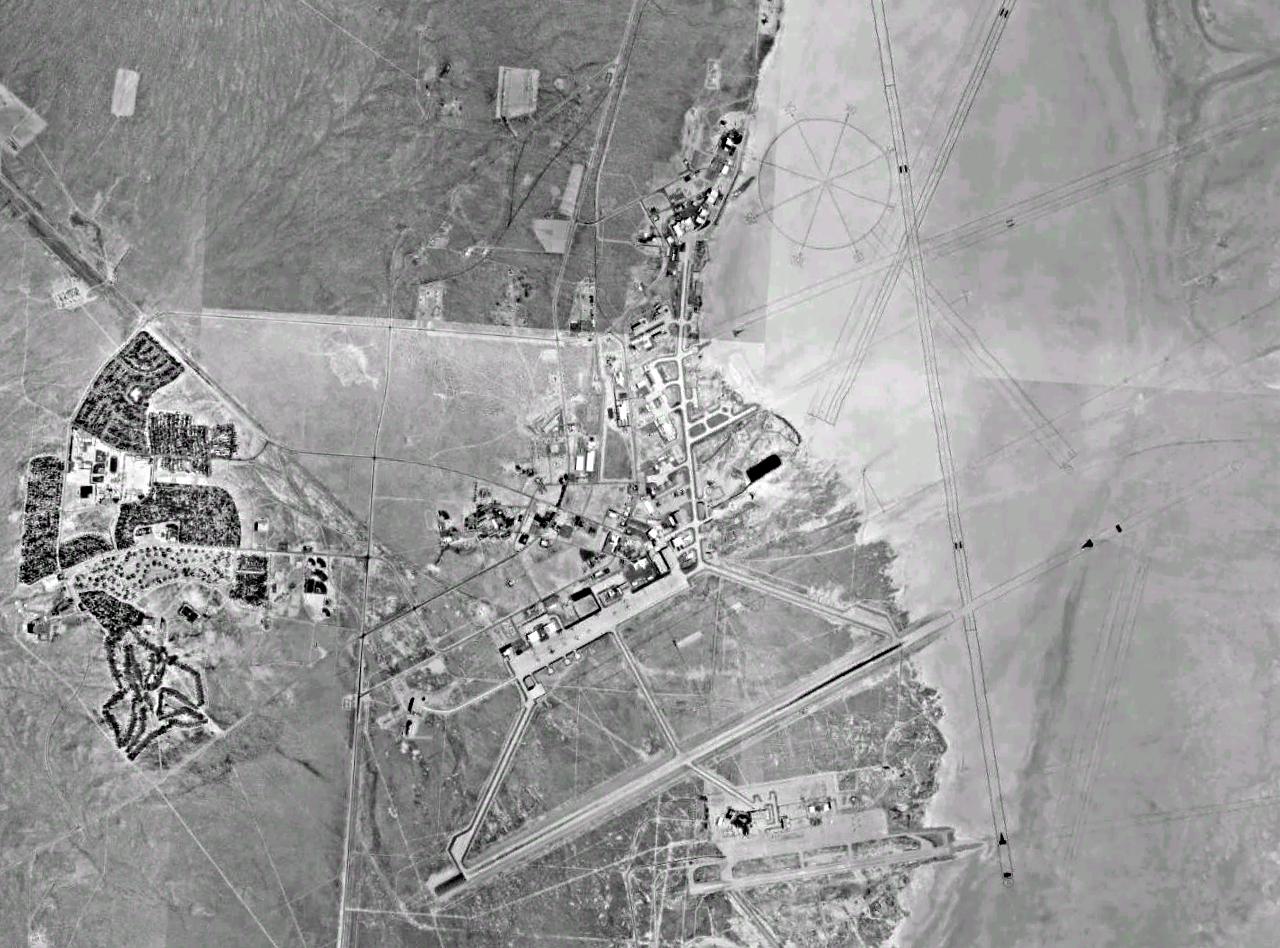
Base aérienne d'Edwards
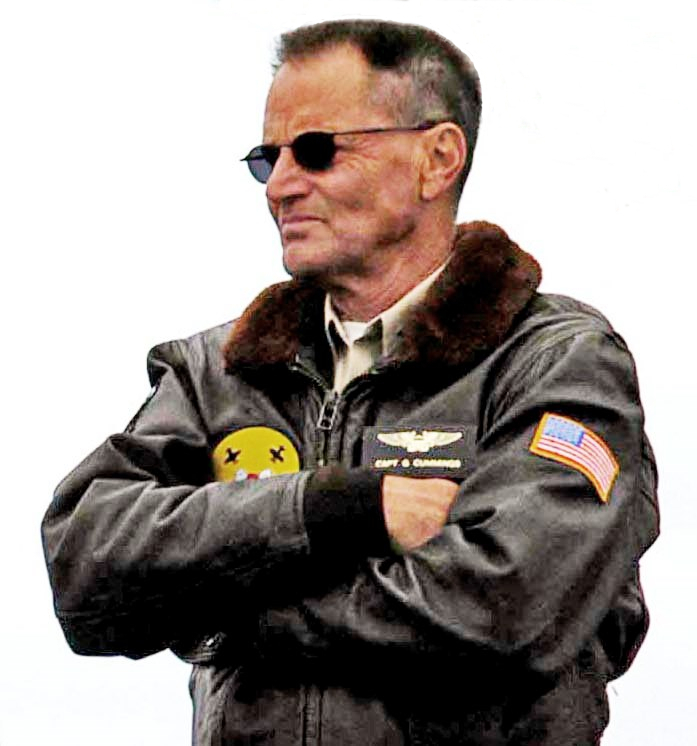
Sam Shepard
- Chuck Yeager passe le mur du son le 14 octobre 1947 en Bell X-1.

Quelques années plus tard, en 1953, la base Muroc est devenue Edwards Air Force Base (renommée ainsi en 1948 en mémoire de Glenn Edwards, l'un des pilotes d'essai qui y a perdu la vie). C'est le lieu réputé pour les vols d'essai. Les pilotes d'essai confirmés s'y adonnent à des concours de vitesses, comme Chuck Yeager et Scott Crossfield (Scott Wilson). La rivalité entre les deux s'avère intense, mais reste conviviale et amicale. La base se modernise et se transforme, tout en conservant en partie son charme désuet, grâce au célèbre Happy Bottom Riding Club dirigé par Pancho Barnes (Kim Stanley), lieu de rassemblement des pilotes qui ont « l'étoffe », qui croient l'avoir, ou qui en rêvent. Le mur du bar de Pancho est couvert de photographies de pilotes : tous sont morts en vol.
Les jeunes pilotes tels que Gordon « Gordo » Cooper (Dennis Quaid) et Virgil « Gus » Grissom (Fred Ward) font partie du clan des « branleurs » selon le classement péremptoire et définitif de Pancho Barnes, destiné à bien différencier les pilotes « de premier plan », qui ont l'étoffe, de ceux de l'autre catégorie.
De leurs côtés, les épouses de pilotes n'ont pas la vie facile. Trudy Cooper (Pamela Reed), femme assez indépendante, s'interroge sur la nécessité de repousser toujours plus loin les limites du danger, tout en se résignant au fait que son mari, comme tous les autres, est motivé par l'ambition et par la gloire, par la quête de « l'étoffe ». À la question « quel est le meilleur pilote que vous ayez jamais rencontré ? » Cooper aime répondre, avec son grand sourire, qu'il s'agit de lui. D'autres femmes de pilotes, qui partagent les mêmes sentiments que Trudy, n'ont d'autre choix que de taire leurs craintes, y compris relativement au matériel parfois de médiocre qualité. Trudy choisit de se séparer de Gordo Cooper. Les épouses des futurs astronautes sont par ailleurs tenues au même régime de discrétion, avec l'impératif supplémentaire de répondre comme il faut à des journalistes souvent déchaînés. Mais la presse est nécessaire car elle participe à l'acheminement des sources de financement indispensables à la technologie, donc aux exploits aéronautiques. L'argent fait voler les avions : « sans pognon, pas d'avion ». Muselée à Edwards, la presse devient l'alliée des Américains pour les défis spatiaux ; surnommée « l'Animal Bien-Pensant » dans le livre, elle joue un rôle essentiel dans le soutien du programme spatial. Glennis Yeager souligne le manque d'attention de la force aérienne à l'égard des épouses. L'atmosphère générale de compétition dans le contexte de guerre froide s'infiltre sous la forme de tensions dans les vies familiales des astronautes. Ainsi, l'épouse de Glenn, Annie (Mary Jo Deschanel), éprouve un moment particulièrement difficile, se trouvant mal à l'aise sous le feu des médias, en raison de son fort bégaiement. Sollicité, John Glenn intervient pour la protéger de la pression médiatique, dont le film souligne l'omniprésence par les rafales de questions, le bourdonnement des caméras et le bruit incessant des flashes.

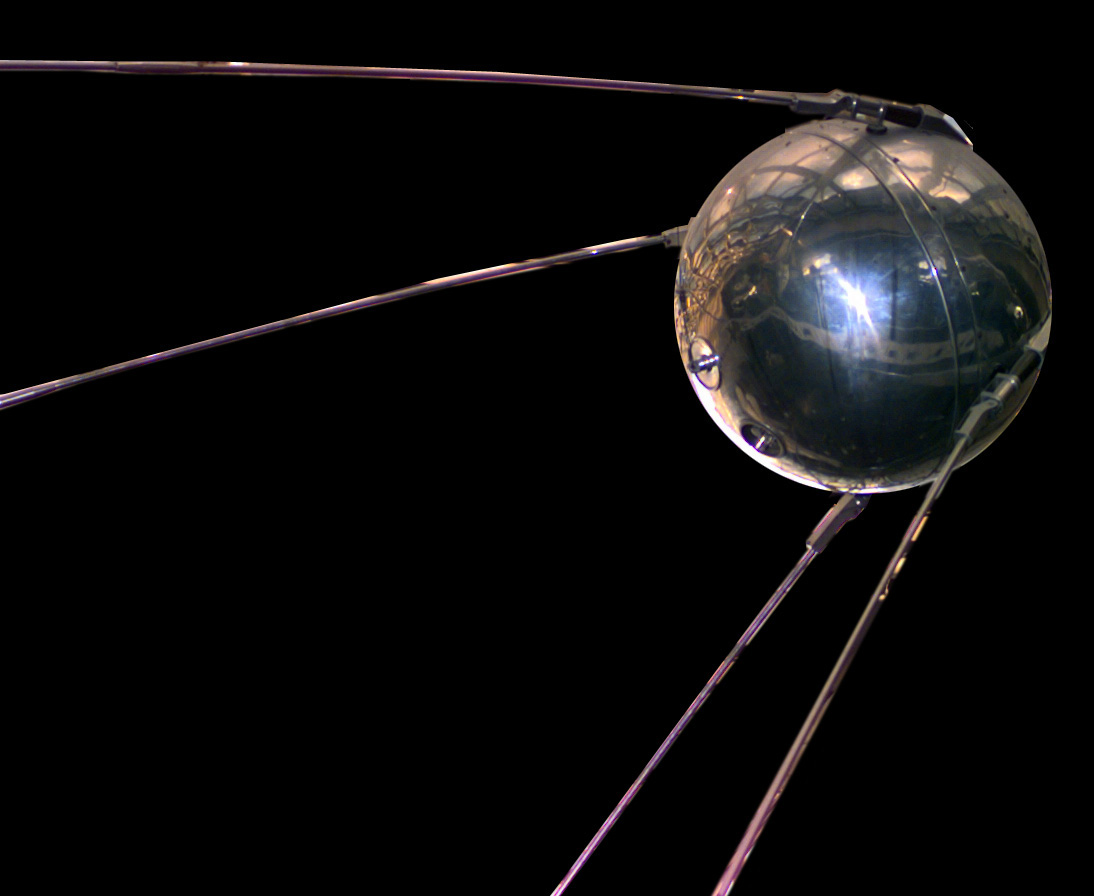
Spoutnik

Le 4 octobre 1957, le lancement historique par l'Union soviétique du premier satellite Spoutnik plonge le monde scientifique occidental et l'armée américaine dans le désarroi, voire l'humiliation. L'irruption des communistes dans « les hautes sphères de l'espace », selon l'expression populaire du vice-président Lyndon Johnson, affole au plus haut point. Pour cette course à l'espace, les deux camps (États-Unis et URSS) utilisent des ingénieurs ex-allemands expérimentés, spécialistes en fusées, capturés à la fin de la Deuxième Guerre mondiale ou attirés professionnellement par la suite. À un moment, le sénateur Lyndon Johnson participe à une réunion durant laquelle des parlementaires américains réagissent à l'annonce du lancement de Spoutnik, le 4 octobre 1957. Johnson demande : « Est-ce que ce sont leurs scientifiques allemands qui les ont amenés [les Soviétiques] là en premier ? » Le « scientifique allemand » (personnage composite, fortement inspiré de Wernher von Braun) répond : « Non, sénateur… nos Allemands sont meilleurs que leurs Allemands. »
Sans être davantage nommé, le concepteur en chef russe surnommé « le puissant intégral » (allégorie de Sergueï Korolev, ainsi nommé en référence au nom du vaisseau spatial figurant dans le roman de science fiction dystopique d'Evgueni Zamiatine Nous autres) , progresse rapidement, avec détermination. Pour y répondre, il faut notamment fixer le profil des candidats astronautes. Plusieurs possibilités sont examinées, souvent farfelues : surfeurs, cascadeurs, acrobates. Toutes sont rejetées : le président exige qu'ils soient sélectionnés parmi les pilotes militaires. Hommes politiques et chefs militaires chargent la NASA de mettre au point une réponse et de sélectionner des candidats, qu'il va falloir convaincre.
La « course à l'espace » s'amorce ainsi contre l'URSS. Elle prend le tour d'une forme de combat singulier, dont les cosmonautes (URSS) et astronautes (E-U) seraient les chevaliers. La prospection débute, elle passe par Edwards. La recherche des premiers Américains pour l'espace exclut les pilotes d'essai jugés les moins maniables, comme Yeager, que la perspective d'être du « SPAM-in-a-can » (le SPAM est du jambon en boîte) n'intéresse d'ailleurs clairement pas. L'administration écarte de sa sélection les pilotes dépourvus de diplômes universitaires, mesure efficacement discriminatoire à l'égard de pilotes comme Yeager ou Crossfield.

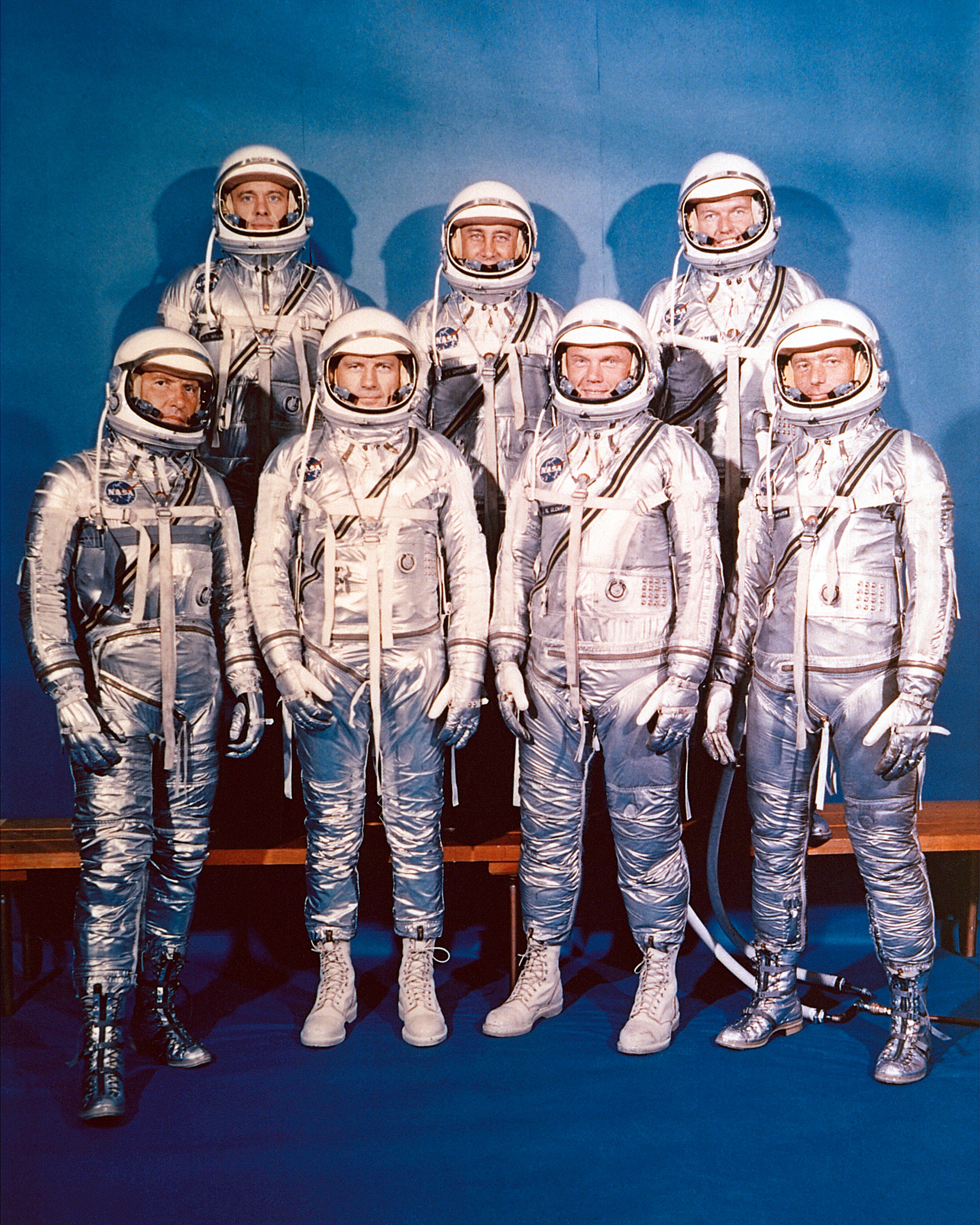
Les astronautes du programme Mercury. De gauche à droite, à l'arrière : Alan Shepard, Virgil Grissom et Gordon Cooper. À l'avant, Walter M. Schirra, Donald Kent Slayton, John Glenn et Scott Carpenter

Sept premiers astronautes du programme Mercury se dégagent finalement d'une sélection exténuante et souvent humiliante pour les volontaires. S'y retrouvent les rivaux de l'US Marine Corps John Glenn (Ed Harris) et le pilote de l'US Navy Alan Shepard (Scott Glenn), ainsi que des pilotes de l'US Air Force comme Gordon Cooper, Grissom et quelques autres. Les dangers du vol spatial sont mis en avant alors que les premiers essais de lancement (inhabités) échouent piteusement, les uns après les autres.
Le 31 janvier 1961, le premier vol d'essai américain habité réussi emporte un chimpanzé, Ham, spécialement sélectionné et rageusement dressé. Les pilotes d'essai d'Edwards raillent cette capsule qui n'est manifestement pas pilotée, étant simplement habitée par un singe. Pour les pilotes d'Edwards, haut-lieu de l'étoffe, il est clair que les astronautes, n'étant pas des pilotes, ne peuvent prétendre ni à l'héroïsme ni à la fameuse étoffe.

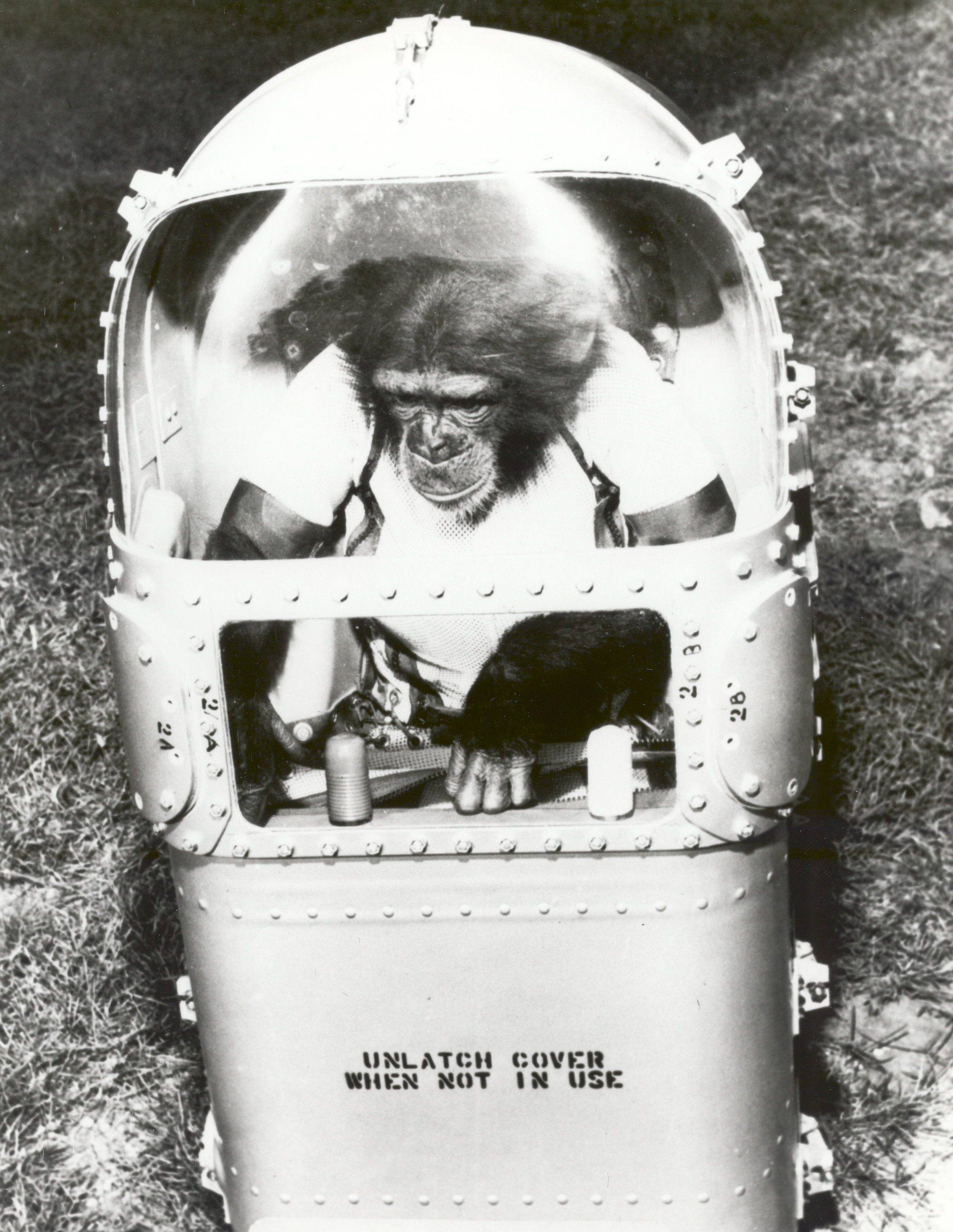
Chimpanzé-astronaute Ham en 1961

Pour doter la capsule d'une écoutille et d'un hublot, afin de la transformer en un vaisseau spatial pourvu des commandes minimales de contrôle de vol, les astronautes s'opposent aux directeurs du programme. Ils menacent de faire part de leur sentiment à la presse, agitant la menace et l'argument entendu naguère à Edwards : « no bucks, no Buck Rogers » (« pas d'argent, pas de Buck Rogers »).
Les Russes emportent une deuxième victoire. Le 12 avril 1961, le cosmonaute russe Youri Gagarine accède à la place prestigieuse et jalousée de premier homme dans l'espace.

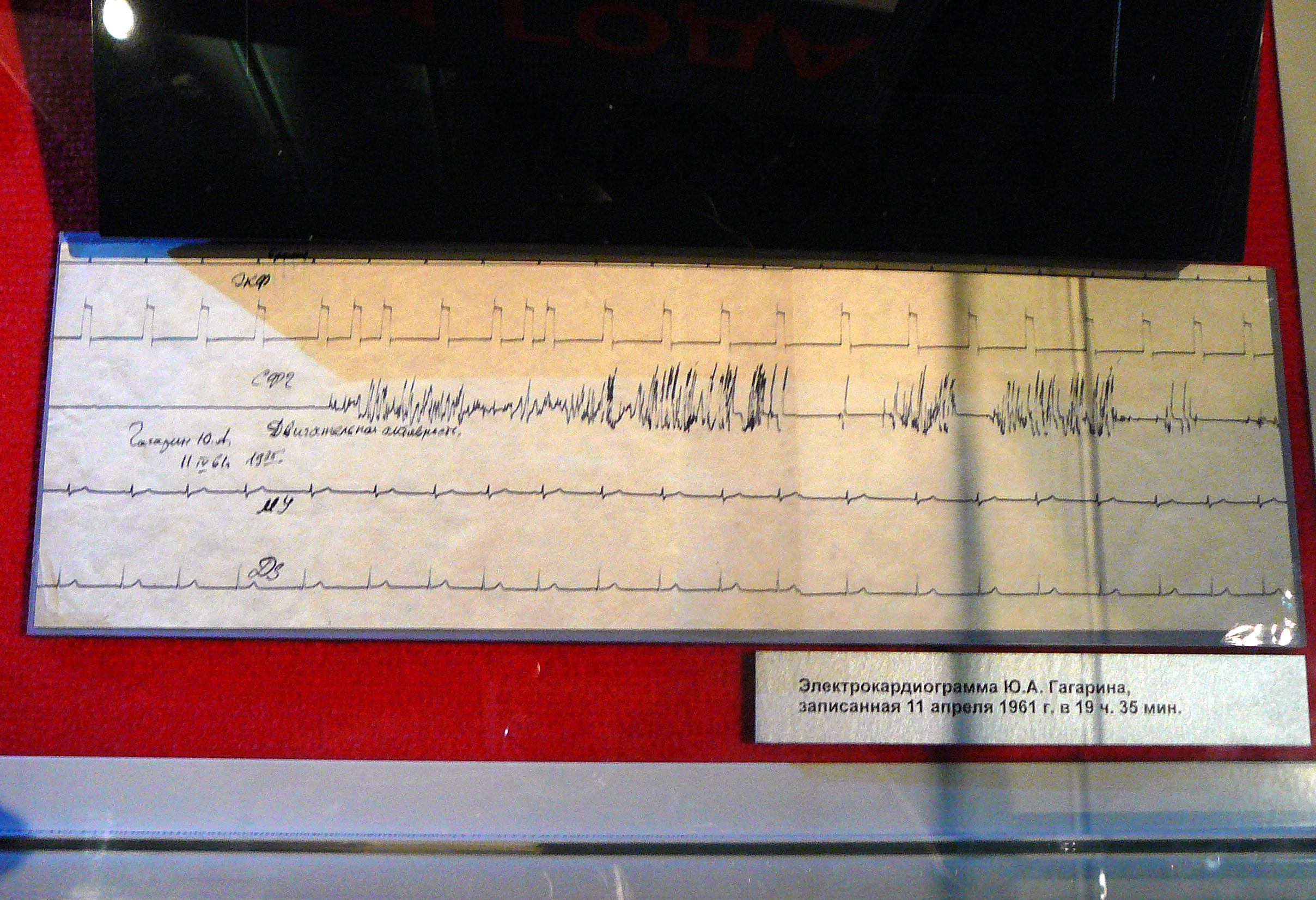
Electrocardiogramme de Gagarine durant son vol

La chronique des missions Mercury débute enfin. Le vol de Shepard, le 5 mai 1961, puis celui de Grissom amorcent la série. Quand « Gus » Grissom, deuxième astronaute dans l'espace, amerrit et quitte précipitamment son vaisseau spatial, l'ouverture inopportune de l'écoutille cause l'inondation, puis la perte de la capsule. Il apparaît alors que le sauvetage de l'enregistrement du vol semble plus important pour l'équipe de récupération que celui de l'astronaute : pour les autorités, la valeur des données de vol est visiblement supérieure à la vie humaine. La capsule sombre dans l'océan. Grissom nie toute fausse manœuvre de sa part, mais on ne le croit pas (à tort).

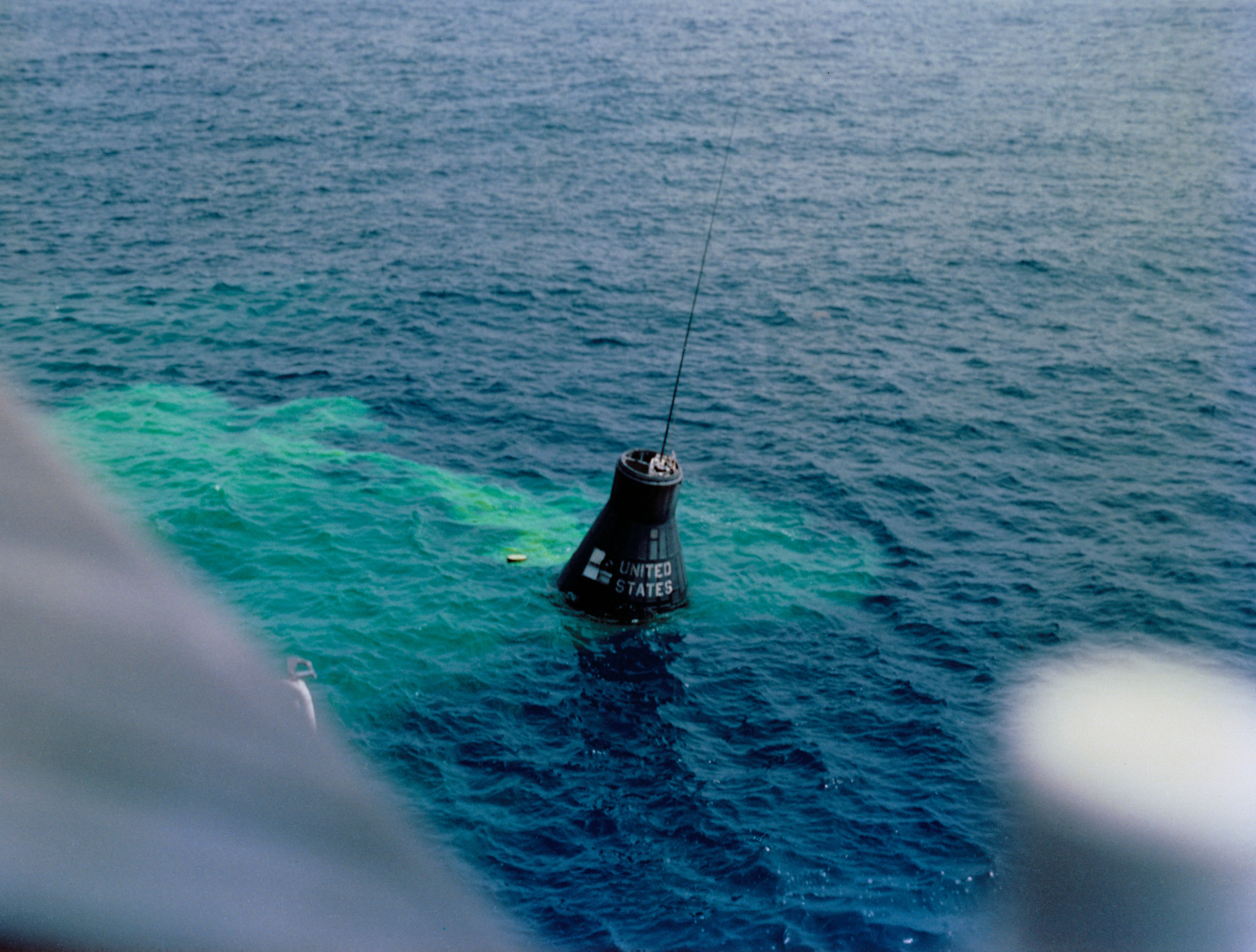
Sauvetage de Gus Grissom

L'aventure du projet Mercury contraste avec les opérations aériennes qui se poursuivent, en parallèle, à la base d'Edwards. Les pilotes d'essai tels que Yeager approfondissent l'expérimentation d'avions-fusées capables d'atteindre les premières couches de l'espace. Les records de vitesse, puis d'altitude, s'enchaînent dans le plus grand désintérêt du public. Le travail des pilotes reste cependant tout aussi dangereux. Yeager manque de se tuer en ravissant le record de vitesse détenu par son ami Scott Crossfield.
le 20 février 1962 a lieu la mission Mercury-Atlas 6 de Glenn, premier vol orbital américain. Animé d'une mystique en partie religieuse, son aisance médiatique lui procure une forte aura.

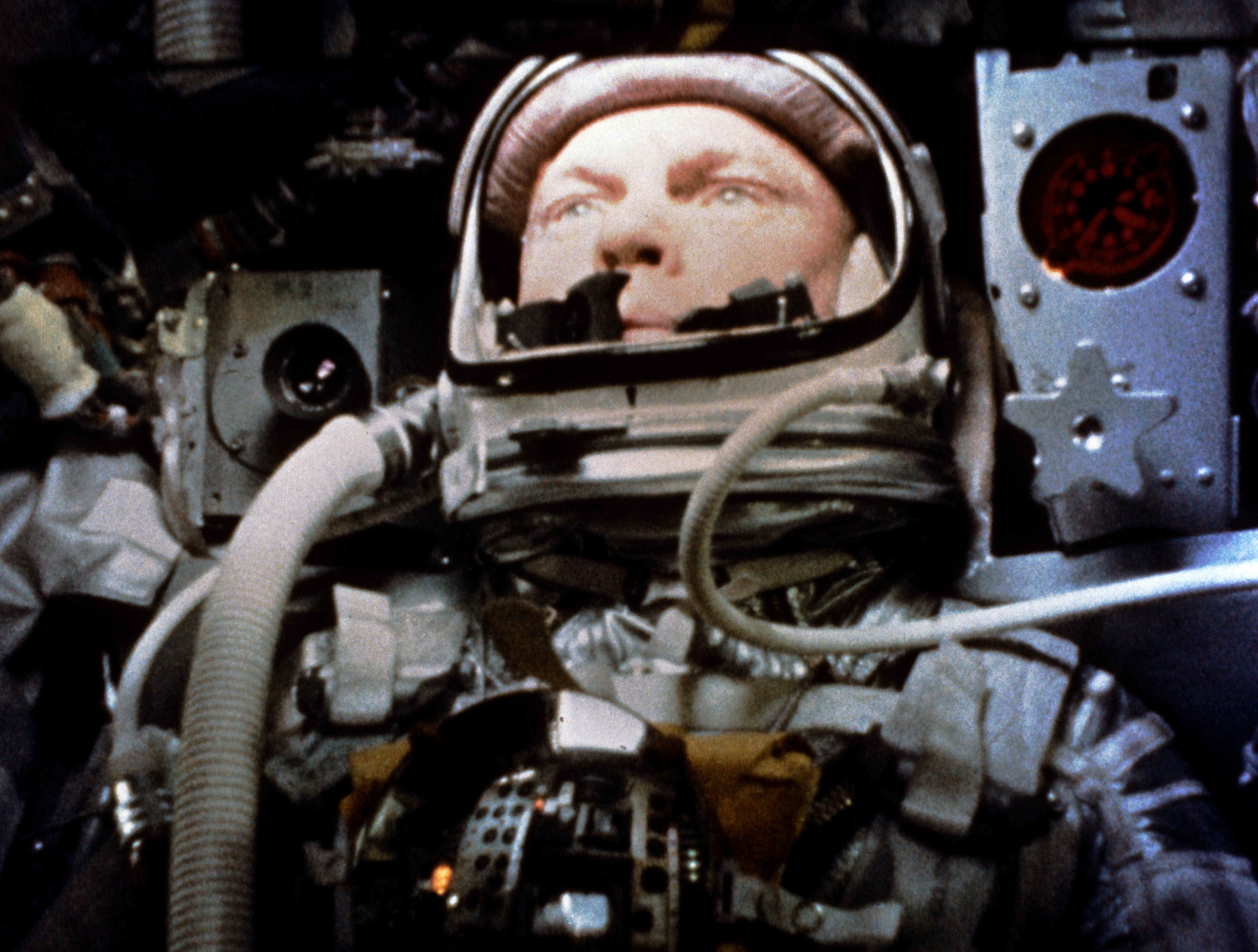
John Glenn en 1962

L'exploit de John Glenn fait l'objet de célébrations enthousiastes. Malgré les nouvelles réussites russes, les Américains prennent le dessus. Walter Schirra réalise un vol expérimental méthodique et précis. Le vice-président Lyndon B. Johnson réalise les souhaits conjugués des présidents successifs Dwight D. Eisenhower puis John F. Kennedy de remporter la course vers l'espace. Il accueille à Houston, au Texas, à l'occasion du déplacement du siège de la NASA (sous l'influence de Johnson, dont c'est l'État d'origine), une fête texane qui met en lumière les aspects surréalistes de la compétition. Les Américains célèbrent leur succès sur les Russes. Interrogé par un journaliste, avec la rituelle question « quel est le meilleur pilote que vous ayez jamais rencontré ? », Cooper évoque d'abord ceux qui sont morts, le souvenir de photos accrochées au mur du bar disparu de Pancho Barnes, puis il mentionne les pilotes présents, comme son courageux ami Gus Grissom, pour suggérer surtout les pilotes d'essai d'Edwards, où il a brièvement travaillé. À leur souvenir s'entremêle l'image de la préparation de Chuck Yeager, de nouveau en route pour un audacieux vol d'essai. Comme ceux qui l'interrogent le pressent de conclure, il use de sa pirouette : « Le meilleur pilote ? Vous l'avez devant vous ! »

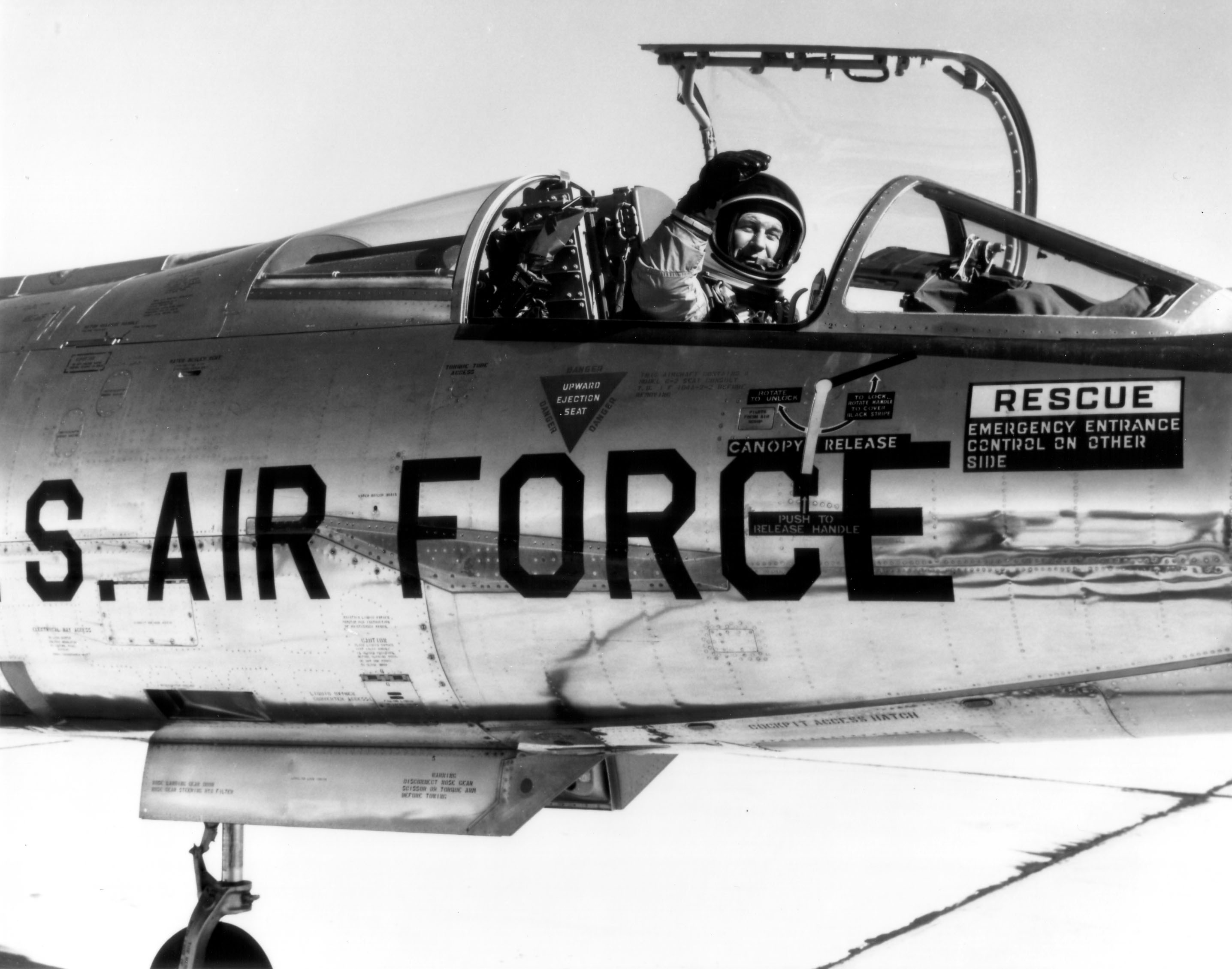
Chuck Yeager dans le cockpit d'un NF-104A, le 4 décembre 1963.

Pour Chuck Yeager, voici en effet un nouvel essai en vol. C'est l'épilogue du récit. Préparé par Ridley (dans le film), Yeager décolle avec le tout nouveau prototype du Lockheed NF-104A, puissant avion de chasse. Yeager décroche un nouveau record d'altitude, à 33 131 mètres, aux frontières de l'espace ; il se brûle gravement le visage et frôle la mort après l'éjection à grande vitesse et à basse altitude, son appareil étant hors de contrôle. Marchant seul dans le désert, son parachute sous le bras, mâchonnant encore un chewing-gum, Yeager est recueilli par son fidèle ami Ridley, qui répond au chauffeur l'apercevant au loin : « Oui, c'est un homme… » Une fois de plus, le pilote le plus emblématique de l'étoffe est parvenu à « faire sortir ses tripes » au zinc.

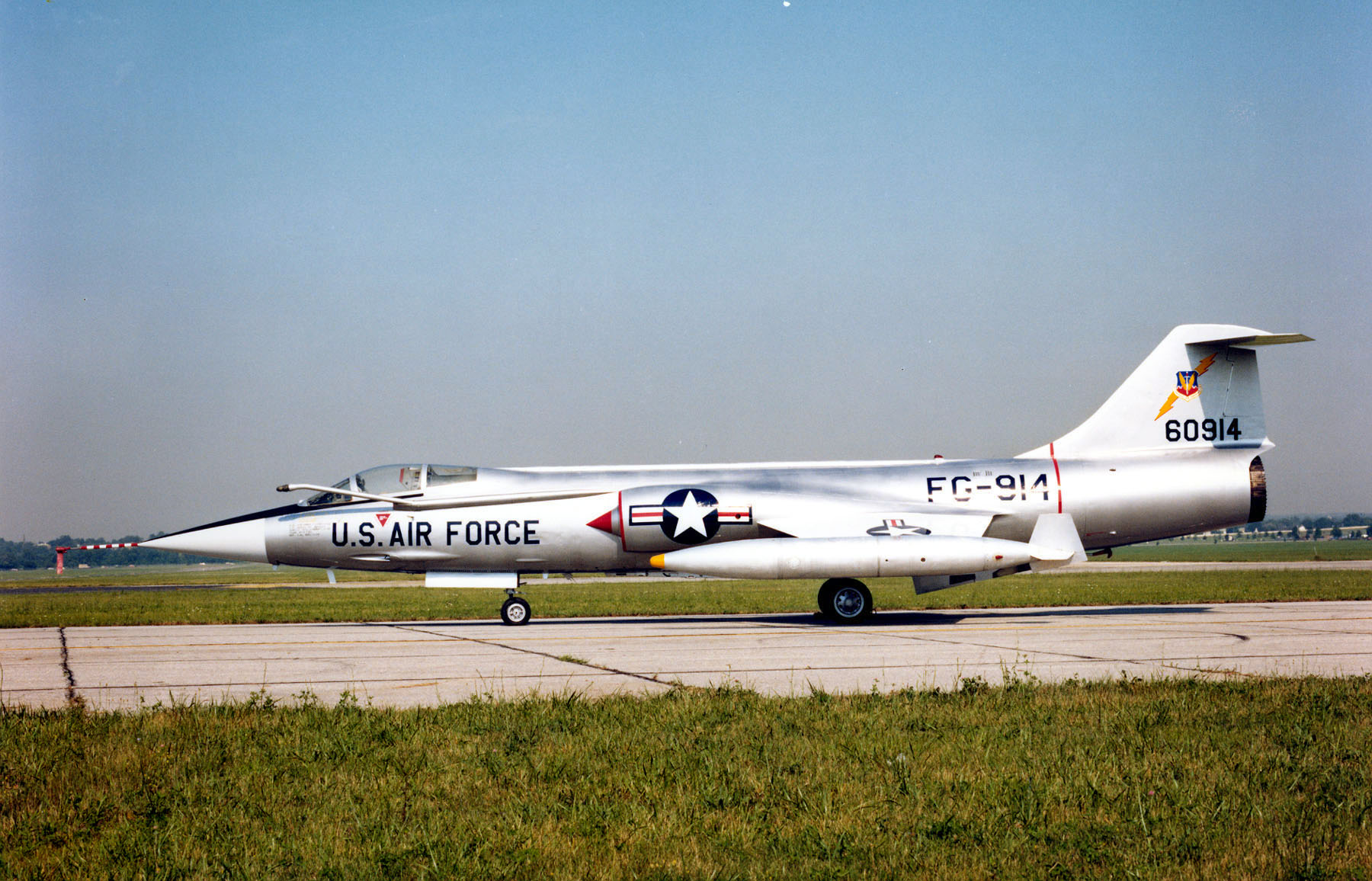
F-104C de l'USAF

Cooper exécute pour sa part l'ultime vol habité de la série Mercury. Il effectue le plus grand nombre de révolutions spatiales alors jamais réalisé. À cet instant, le 16 mai 1963, il est sans nul doute « le meilleur des pilotes », du moins peut-il s'en convaincre.

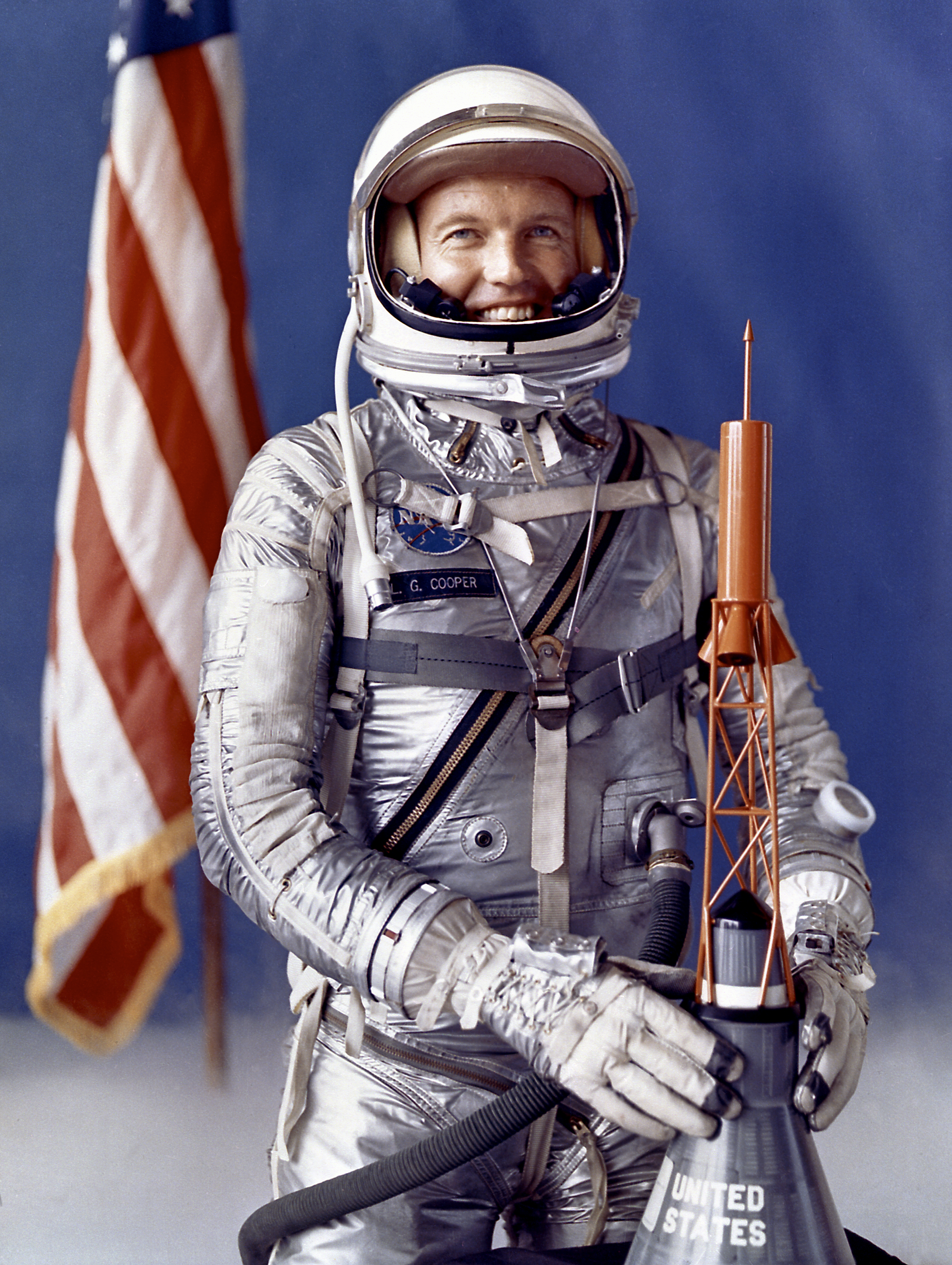
Gordon Cooper pour Mercury

La brève incise finale du film indique ce que sont devenus, par la suite, les personnages principaux. Beaucoup d'entre eux mourront accidentellement.

## Fiche technique
Sauf indication contraire, les informations mentionnées dans cette section peuvent être confirmées par la base de données cinématographiques IMDb,  présente dans la section « Liens externes ».
- Titre français : L'Étoffe des héros
- Titre original : The Right Stuff
- Réalisation : Philip Kaufman
- Scénario : Philip Kaufman, d'après le livre du même nom de Tom Wolfe
- Musique : Bill Conti (musique additionnelle : Todd Boekelheide et Garth Hudson)
  - Orchestration : Angela Morley (non créditée)
- Production : Irwin Winkler et Robert Chartoff
- Producteur exécutif : James D. Brubaker (en)
- Direction artistique : Richard J. Lawrence (en), W. Stewart Campbell (en) et Peter Romero (en)
- Décors : Geoffrey Kirkland (en), George R. Nelson et Jim Poynter
- Photographie : Caleb Deschanel
- Montage : Glenn Farr, Lisa Fruchtman, Stephen A. Rotter, Tom Rolf et Douglas Stewart
- Son : Mark Berger, Jay Boekelheide, Todd Boekelheide, David MacMillan, Tom Scott, Randy Thom et Andy Wiskes
- Cascades : Buddy Joe Hooker
- Casting : Lynn Stalmaster
- Société de production : The Ladd Company
- Société de distribution : Warner Bros.  États-Unis
- Budget : 27 millions de dollars
- Pays de production :  États-Unis
- Langues orignales : anglais, russe
- Format : couleurs (Technicolor) - 70 mm - Panaflex Camera and Lenses by Panavision // Dolby (35 mm) - 70 mm - Ratio : 1,85:1
- Genre : drame historique
- Durée : 193 minutes
- Dates de sortie : 
  - États-Unis : 16 octobre 1983 (présentation au Kennedy Center)
  - États-Unis : 21 octobre 1983
  - Canada : 21 octobre 1983
  - France : 25 avril 1984
- Affiche : Vanni Tealdi (France)

## Distribution
- Sam Shepard (VF : Bernard Murat) : Chuck Yeager
- Scott Glenn (VF : Marc de Georgi) : Alan Shepard
- Ed Harris (VF : Richard Darbois) : John Glenn
- Dennis Quaid (VF : François Leccia) : Gordon Cooper
- Fred Ward (VF : Mario Santini) : Virgil "Gus" Grissom
- Scott Paulin (VF : Jean-Pierre Moulin) : Deke Slayton
- Charles Frank (VF : Jean-Pierre Dorat)  : Scott Carpenter
- Barbara Hershey (VF : Christine Delaroche) : Glennis Yeager
- Kim Stanley (VF : Paule Emmanuele) : Pancho Barnes
- Veronica Cartwright (VF : Céline Monsarrat) : Betty Grissom
- Pamela Reed (VF : Francine Lainé) : Trudy Cooper
- Lance Henriksen (VF : Jacques Richard) : Walter "Wally" Schirra
- Kathy Baker : Louise Shepard
- Mary Jo Deschanel : Annie Glenn
- Mickey Crocker : Marge Slayton
- Susan Kase (VF : Emmanuelle Bodin): Rene Carpenter
- Mittie Smith : Jo Schirra
- Donald Moffat (VF : Philippe Dumat) : Lyndon B. Johnson
- Levon Helm (VF : Marc François) : Jack Ridley (en) / le narrateur (VF : Roger Carel)
- Jeff Goldblum (VF : Lambert Wilson) : le recruteur de la NASA
- Harry Shearer (VF : Jean-Pierre Leroux) : le recruteur de la NASA
- Scott Wilson (VF : Vincent Grass) : Scott Crossfield
- William Russ (VF : Michel Paulin) : Slick Goodlin (en)
- John Dehner : Henry Luce
- Royal Dano : le pasteur
- David Clennon : l'officier de liaison
- Scott Beach : l'ingénieur en chef
- John P. Ryan : le chef du programme
- Eric Sevareid : lui-même
- Edward Anhalt : le designer
- David Gulpilil : l'Aborigène
- Anthony Muñoz : Gonzales
- Mary Apick : la journaliste
- Robert Beer : Dwight D. Eisenhower
- Tom Dahlgren : un cadre de Bell Aircraft
- Peggy Davis : Sally Rand
- O-Lan Shepard : une fille au Pancho Bar
- Chuck Yeager : Fred, le serveur du Pancho Bar
- Jane Dornacker (en) (VF : Nelly Vignon) : l'infirmière Murch
- Michael Pritchard (VF : Alain Dorval) : un cow-boy texan
- Ed Corbett (VF : Daniel Gall) : un cow-boy texan

Un certain nombre de plans ont été bâtis à partir d'images d'archives, dans lesquelles les acteurs modernes ont parfois été incrustés. Y apparaissent (non crédités) :
- Ed Sullivan : lui-même dans son émission TV ; The Ed Sullivan Show
- Bill Dana (VF : Roger Carel)  : dans son personnage de comédie TV ; José Jiménez
- John F. Kennedy : lui-même
- Lyndon B. Johnson : lui-même – debout derrière JFK
- Youri Gagarine : lui-même – embrassant Khrouchtchev
- Nikita Khrouchtchev : lui-même – embrassant Gagarine
- Nikolaï Boulganine : lui-même – parade pour Gagarine
- Gueorgui Malenkov : lui-même – parade pour Gagarine
- Anastase Mikoyan : lui-même – parade pour Gagarine
- Kliment Vorochilov : lui-même – parade pour Gagarine

## Production

### Tournage
Le tournage a lieu de mars 1982 à janvier 1983. Il se déroule en Californie :
- NASA Ames Research Center, Moffett Field - U.S. Route 101, Mountain View
- California & Montgomery, Financial District, San Francisco
- Cow Palace, Daly City
- Edwards Air Force Base
- Half Moon Bay
- Hamilton Air Force Base, Novato
- Désert des Mojaves
- USS Coral Sea

### Bande originale
La musique du film est composée par Bill Conti. Ce dernier avait mixé des titres dans la perspective de sortir un album (on pouvait lire sur l'affiche Original Soundtrack Available On Geffen Records). Cependant, l'album est annulé en raison des mauvais résultats du film au box-office.
Les compositions de Bill Conti sont en partie inspirées du célèbre concerto pour violon et orchestre op.35 de Piotr Ilitch Tchaïkovski, ainsi que du mouvement « Mars » des Planètes de Gustave Holst[réf. nécessaire].
| 1.    | Breaking The Sound Barrier                                                                     | Bill Conti | 4:46 |
| 2.    | Mach I                                                                                         | Bill Conti | 1:23 |
| 3.    | Training Hard / Russian Moon                                                                   | Bill Conti | 2:17 |
| 4.    | Tango                                                                                          | Bill Conti | 2:20 |
| 5.    | Mach II                                                                                        | Bill Conti | 1:58 |
| 6.    | The Eyes Of Texas Are Upon You / The Yellow Rose Of Texas / Deep In The Heart Of Texas / Dixie | Bill Conti | 2:50 |
| 7.    | Yeager and the F104                                                                            | Bill Conti | 2:26 |
| 8.    | Light This Candle                                                                              | Bill Conti | 2:45 |
| 9.    | Glenn's Flight                                                                                 | Bill Conti | 5:08 |
| 10.   | Daybreak in Space                                                                              | Bill Conti | 2:48 |
| 11.   | Yeager's Triumph                                                                               | Bill Conti | 5:39 |
| 12.   | The Right Stuff (Single)                                                                       | Bill Conti | 3:11 |
| 37:31 |                                                                                                |            |      |

## Sortie et accueil
L'Étoffe des héros est présenté en avant-première mondiale au Kennedy Center de Washington le 16 octobre 1983, avant de connaître une sortie limitée le 21 octobre 1983 aux États-Unis dans 229 salles, rapportant 1,6 million $ de recettes le week-end de sa sortie. Distribué plus largement dans 627 salles à partir du 17 février 1984, le film engrange 1,6 million $ de recettes pour sa sortie nationale, portant le total à 17,4 millions $ de recettes, pour finir son exploitation après vingt-et-une semaine à l'affiche avec un résultat de 22,2 millions $, ce qui constitue un échec commercial en rapport à son budget de 27 millions $. En France, le long-métrage totalise 638 639 entrées.
Toutefois, il est acclamé par la critique, obtenant 98 % de taux d'approbation sur le site Rotten Tomatoes, pour 40 critiques collectées, considéré comme l'un des meilleurs films de 1983 par le critique Roger Ebert.

## Distinctions
Aux Oscars 1984, le film a été récompensé par quatre Oscars sur huit nominations : 
- meilleur montage,
- meilleure prise de son,
- meilleure musique originale (Bill Conti),
- meilleur mixage sonore

Nominations
- meilleur film (Irwin Winkler, Robert Chartoff)
- meilleur acteur dans un second rôle (Sam Shepard)
- meilleure photographie (Caleb Deschanel)
- meilleurs décors

## Autour du film
- Le récit mêle la mission Faith 7 de Cooper et le vol d'essai de Yeager en NF-104. En réalité, Cooper a volé le 16 mai 1963 et Yeager a connu l'accident avec le prototype de NF-104 la même année 1963, mais le 10 décembre, donc après la mission de Cooper et non simultanément ;
- Charles Yeager en personne interprète un tout petit rôle : celui du vieil homme qui sert à boire dans le bar de Pancho Barnes, aux délégués de la NASA en prospection de candidats à la base Edwards ;
- Slick Goodlin (interprété par William Russ dans le film), pilote de Bell en octobre 1947, affecté au X-1, a toujours nié avoir demandé davantage de rémunération pour piloter le prototype le 14 octobre 1947. Selon cette hypothèse, Bell souhaitait un pilote militaire, afin accroître la publicité de son exploit (ce qui est curieux, puisque l'armée ne souhaitait pas communiquer quant aux activités de vols d'essai) ;
- Le livre étant paru en 1979 et le film datant de 1983, ceux-ci ne disent rien du second vol spatial de John Glenn à l'âge de 77 ans, effectué en 1998, ni de la mise hors de cause de Grissom pour la perte de sa capsule, démontrée en 1999, après le repêchage de la capsule Liberty Bell 7 ;
- Lors de son vol dans Friendship 7, John Glenn a déclaré voir des particules ressemblant à des lucioles (il s'agissait de cristaux de glace sortant du système de climatisation). Le film assimile ces particules lumineuses aux escarbilles des feux allumés par des Aborigènes pour fêter le passage du vaisseau (le livre ne mentionne pas cette hypothèse, plutôt poétique) ;
- Plusieurs interludes mettent en scène la danseuse à l'éventail Sally Rand, interprétée par Peggy Davis, intercalés dans le vol d'essai du F-104 et les réflexions de Cooper à la veille de son vol spatial ;
- L'ingénieur en chef de la NASA, interprété par Scott Beach figure Wernher von Braun, ce dernier n'étant jamais nommé dans le film (l'étant dans le livre) mais s'exprimant avec un très fort accent allemand ;
- Le pilote d'essai et ami de Yeager Jack Ridley étant mort le 12 mars 1957, n'a pu aider Yeager lors du vol en F-104, en décembre 1963, comme le montre le film (le livre n'évoque pas Ridley, pour ce vol d'essai ultime) ;
- Lors de cet essai du F-104 Starfighter, le film montre Yeager s'appropriant l'avion et partant en vol sans autorisation, soulignant ainsi son indépendance. Les essais en vol se déroulent évidemment de manière moins spontanée. Le livre précise que Yeager a réalisé plusieurs essais successifs, avant celui du 4 décembre 1963 ;
- Mary Jo Deschanel incarne ici l'épouse de John Glenn (joué par Ed Harris) pour son premier rôle à l'écran, et elle est photographiée par son propre époux dans la vie, Caleb Deschanel. À l'époque, leurs filles Emily Deschanel et Zooey Deschanel avaient respectivement 7 et 3 ans.
- En juillet 2017, la chaine National Geographic Channel annonce qu'elle s'associe à Appian Way et Warner Horizon Television pour acquérir les droits d'adaptation à l'écran du roman de Tom Wolfe, L'Étoffe des héros (1979). Créée par Mark Lafferty, la série est produite notamment par Leonardo DiCaprio et Jennifer Davisson et diffusée à compter du 9 Octobre 2020 sur le service Disney+. En avril 2021, Disney+ annonce l'annulation de la série[13].